# けだまのゴンじろー
『けだまのゴンじろー』は、ソニー・インタラクティブエンタテインメントおよびソニーグループと小学館『コロコロコミック』編集部が手掛ける「キッズの星」プロジェクトによるメディアミックス作品。

## 登場人物
声の項はテレビアニメ版の声優。
ゴンじろー
声 - 松重慎
本作の主人公。「毛玉類」と呼ばれる全身が赤色の毛糸の毛玉で出来ている謎の生命体。腹部にマコトのズボンから取れた黄色いボタンが付いている。毛糸の特性を利用した「フィット」や「変毛」（へんげ）、「ボタンチェンジ」（通称「ボタチェン」）の能力が使えるが、失敗も多い。焼きそばパンが好物。主な口癖は「ほっと毛ねー！」。
前神 マコト（まえがみ まこと）
声 - 石上静香
小学5年生の男の子。ツッコミ役でゴンじろーに振り回されることになる。ゴンじろーと同じく焼きそばパンが好物。
プーじろー
声 - 笹本優子
ゴンじろーが友情の印としてマコトにプレゼントした毛玉から生まれた、いわばゴンじろーの分身にして弟分。お尻を押すことでプーじろーのおならをゴンじろーのパワーに変換する「オナチャー」を発動できる。「プー」としか話さない。
しげちん
声 - 柚木尚子
マコトと仲がいいクラスメイト。本名は「尾井 しげる（おい しげる）」。臆病で心配性な少年で、ちょっとしたことですぐにビックリしてしまう。
ふとっしー
声 - 八百屋杏
マコトと仲がいいクラスメイト。本名は「江竹 太（えだげ ふとし）」。いつも食べ物のことを考えている大柄な少年。
けんちゃん
声 - 野上翔
マコトと仲がいいクラスメイトで4人のリーダー格。本名は「立上 剣人（たてがみ けんと）」。自由奔放な男子。
月に一回思いついたことをやらなきゃ気がすまない「ワクワクタイム」があり、周囲を振り回している。
たっつん
声 - 室元気
マコトのクラスメイト。本名は「根本 達男（ねもと たつお）」。毛稜町に古くから伝わる名家「根本家」の御曹司。くしゃみをすると鼻毛が飛び出してしまうのが悩み。
おじょお
声 - 白石晴香
マコトと同じクラスで委員長。本名は「毛咲 舞（けざき まい）」。最上級タワーマンションに住む女の子。高飛車な性格をしている。
ぶちょう
声 - 川村海乃
マコトと同じクラスの女の子。本名は「光網 唯（みつあみ ゆい）」。おじょおと仲がいい手芸部の部長。
度の強い眼鏡をかけていて普段は目立たないが、手芸に関することに対しては一変アグレッシブになる。
たわしあご
声 - 木内太郎
マコトの担任教諭。本名は「郷茂宇田 猛（ごうもうだ たけし）」。悪い人間では無いのだが暑苦しい性格から辟易されている。
事あるごとにヤスリのような顎を生徒たちに擦りつけており、マコトからは「あごたわし」と呼ばれ恐れられている。
マコト父
声 - 間島淳司
マコトの父親。本名は「前神 シンジ（まえがみ しんじ）」。
マコト母
声 - 園崎未恵
マコトの母親。本名は「前神 みゆき（まえがみ みゆき）」。
タイゾー
声 - 石原凡
ボタンの館の館長。ゴンじろーにこだいのボタンを託す。
ぴかっちょ
声 - 宮澤正
近所で理髪店を営む老人。よく公園の清掃に勤しんでいる。
ネコ
声 - うのちひろ
ハデス
声 - 大原めぐみ
ハデスボタンを付けたゴンじろーから分裂した黒い毛玉生物。毛玉類を蔑ろにしてきた人類に毛玉類の尊さを知らしめるためにハデスボタンを集め、地球に再び氷河期を起こそうとしている。そして全てのハデスボタンを集め、デスハデスとなり地球を悪い毛で覆いつくし、ゴンじろーを撃破してしまうが、世界中の人々が液晶画面でオナチャーしたことで誕生したゴッドゼウスゴンじろーに身体からデスハデスボタンを引き剥がされた。

## 用語
毛陵町（もうりょうちょう）
マコトたちが住む町。行く先々で様々なトラブルが起きる。
毛陵小学校（もうりょうしょうがっこう）
マコトたちが通う学校。
毛マージェンシー
地球に降りかかる厄介。突如飛来してきた「悪い毛」が様々な物に取り付き暴走する。タイゾーによると、ボタンを使いこなせるゴンじろーだけがそれを防げるらしい。
毛タストロフィー
毛マージェンシーよりも大変な厄介。タイゾー曰く、ゴットボタンを使わないと防げないらしい。

### こだいのボタン
伝統と格式が秘められた偉大なボタン。ゴンじろーが付けると姿と能力と性格が変化する。
ムキムキ
ムキムキゴンじろーに変毛するボタン。毛が束になって筋肉質になり、車を片手で止めるほどパワーが上がるが、脳まで筋肉質になりやたらポーズを取りたがる。
チャプチャプ
チャプチャプゴンじろーに変毛するボタン。水を弾く毛質になってゴンじろーが苦手とする水の中を自由に泳ぎ回れる。このボタンを付けている時は少し子供っぽくなる。
ビリビリ
ビリビリゴンじろーに変毛するボタン。電気をためる毛になって自在に電撃を発動できるが、体にさわっただけで感電する。また、性格はキザになる。
カチカチ
カチカチゴンじろーに変毛するボタン。毛が鉄のように固くなり、頭突きであらゆる物を破壊するが、本人の性格も堅苦しくなる。
ノロノロ
ノロノロゴンじろーに変毛するボタン。毛が重たくなって性格が超のんびりになり動きが遅くなる。
ビュンビュン
ビュンビュンゴンじろーに変毛するボタン。毛質が軽くなりとてつもない速さで走れるようになるが、性格がせっかちになる。
ボムボム
ボムボムゴンじろーに変毛するボタン。ちぎった毛玉が爆弾となり、投げると凄まじい爆発を起こす。このボタンを付けている時はイタズラ好きのお調子者になる。
フワフワ
フワフワゴンじろーに変毛するボタン。毛質が雲のようになり空を飛べる。性格もふわっとしていて、優しい。
ピタピタ
ピタピタゴンじろーに変毛するボタン。毛が絡まりやすくなり、あらゆる物をくっつける。寂しがりやな正確になる。本人曰く、酔っぱらいにも絡まれやすいらしい。
ビヨンビヨン
ビヨンビヨンゴンじろーに変毛するボタン。全身がバネのようになり、高くジャンプできる。また、ハイテンションになり、後先考えない性格になる。
ギュウギュウ
ギュウギュウゴンじろーに変毛するボタン。ゴンじろーの体が見えないぐらい小さくなり、どんな隙間にも入り込める。その小ささゆえ、鈍感なマコトに踏まれたり、不注意なマコトに食べられたりするらしい。
マキマキ
マキマキゴンじろーに変毛するボタン。体を回転させることによって竜巻を起こせるが、回転はすぐに止まらない。

### げんだいのボタン
現代のあらゆる人物が付けているボタンで、ゴンじろーをボタチェンさせるボタンの一種。マコトのボタンもそのひとつに含まれる。
コッ毛さん
三ツ星レストランのフランス人シェフが付けているボタン。美味しい料理を作れる。
ゴー毛ズ
プロ野球選手が付けているボタン。バッティングの腕が上がり、オナチャーによってさらにパワーが増す。
毛リュウケン
アクション映画のスター俳優が付けているボタン。カンフーの達人になるが、使う技は掃除に関係したものばかりである。
火毛し
熱血漢な消防士が付けているボタン。あらゆる火事に果敢と立ち向かう。
毛毛太郎
毛が日本昔話で出てきたボタン。桃太郎にそっくりだが、毛来（家来）がシーズー犬とイエティと羽毛布団など色々と異なる。
かんちょー
タイゾーが付けているボタン。ボタンに詳しくなり、性格もタイゾーのようになる。
オオ毛ミオトコ
狼男が付けているボタン。付けた時は何も変わらないが、満月に限らず丸いものを見ると狼に変身する。
ミ毛ネコ
近所で飼われている猫が付けているボタン。猫の姿になり警戒心が強くなったり、ネコ語を話せるようになる。
毛相うらない
占い師が付けているボタン。「毛相占い」であらゆる運勢を占う。
ほと毛さま
大仏像の額に付いているボタン。お経を唱えて様々な奇跡を起こす。
チョ毛ソフト
ソフトクリーム職人が付けているボタン。天高くソフトクリームを作れる。
しゅり毛ん
忍者の末裔が付けているボタン。忍者の姿になり毛を使ったあらゆる忍法を使う。
チ毛ンカレー
カレー屋の店主が付けているボタン。コメントは辛口になるが、超美味いカレーを作れる。
ベン毛ブラザーズ
毛綾小のトイレの蛇口から出てきたボタン。汚れやゴミなど何でも流すが、詰まると元通りになる。
毛編みのセーター
セーター職人が編んだセーターに付いているボタン。性格がセーターだけに温かくなる。
サンタ毛ロース
サンタクロースの服のボタン。ぎっくり腰のサンタに代わってプレゼントを届けた。口癖は｢毛毛毛（もうもうもう）｣。
カブ毛モノ
歌舞伎の小道具の下駄についているボタン。歌舞伎役者の姿になり、大量の毛を使ってド派手なパフォーマンスを披露する。
バ毛ザン
有名な書道家が付けているボタン。あらゆる文字を達筆に書ける。
毛ディベア
おじょおのクマのぬいぐるみの中に入っていたボタン。破れたぬいぐるみを直す間代わりになってもらった。
毛イリアン
宇宙船と共に落ちてきたボタン。UFOのような乗り物に乗っており、宇宙人の言葉が解かるようになる。
毛ウスの魔神
毛ラビアンナイトで出てきたボタン。急須の中から現れ、毛で願いを叶えてくれる。
マンガ家
マンガ家になれるボタン。「けだまだけチャンネル」では絵描き歌を披露した。
スパイ
スパイになれるボタン。「けだまだけチャンネル」ではあらゆる人物のプライベートを探るが、動画の撮り方が分からず、写真で情報を送ってくる。
ミュージシャン
ミュージシャンになれるボタン。「けだまだけチャンネル」では「ほっと毛ねぇの歌」を披露した。

### レジェンドのボタン
こだいのボタンが進化した伝説級のボタン。オナチャーにより進化が可能だが、マコト自身も成長する必要がある。
パイレーツ
チャプチャプボタンから進化したボタン。海賊の姿になり、毛を変形させて剣や銃、海賊船を作り出す。また、海の生物の言葉も分かるようになる。
グラディエーター
ムキムキボタンから進化したボタン。剣闘士の鎧を身にまとい、剣と盾を武器に闘う。
ライジーン
ビリビリボタンから進化したボタン。雷神の姿になり、背中に背負った太鼓を叩くことによって電撃を放つ。
リューグーライダー
ノロノロボタンから進化したボタン。カメ型のメカに乗り込み時間を10分巻き戻すことができるが、更にのんびり具合が増している。
バズーカー
ボムボムボタンから進化したボタン。戦車のような見た目になり、かなり大きめの毛玉爆弾を発射することができる。

### ゴッドのボタン
レジェンドのボタンからさらに”神化”した神レベルのボタン。マコトとゴンじろーの絆が最高潮に達し、より激しくオナチャー（通称「ゴナチャー」）をすると神化する。
ポセイドン
パイレーツボタンから神化したボタン。その名の通り海の神となり、巨大な矛で悪い毛を取り除く。
チャリオット
グラディエーターボタンから神化したボタン。毛で作り上げた戦車に乗り込み、騎馬を率いて宇宙までも駆け抜ける。
ライガーボルト
ライジーンボタンから神化したボタン。電気を帯びたライオンの尾となり、一たび吠えて100万Vの電撃を炸裂させる。
タイムマスター
リューグーライダーボタンから神化したボタン。ウサギのような姿になり、時間を自由に行き来できる。

### ハデスのボタン
死の世界の神の名を持つ邪悪なボタン。ハデスはこのハデスボタンを3つ集め、地球に起こる最大級の災厄、最終戦争「ハルマ毛ドン」を起こそうとしている。
ハデスボタン
隕石から発掘されたハデスのプロテクトとなるボタン。ゴンじろーが付けたことでハデスが生まれた。
デスハデス
ハデスボタン、スカルハデスボタン、デビルハデスボタンが合体した超ゴッドボタン。悪い毛を無限に生み出して地球を覆い氷河期を起こす。
スカルハデス
骸骨を象ったボタン。ハデスがスカルハデスにボタチェンするとレジェンドを上回る力を持つようになり、悪い毛で物体を操れる。
デビルハデス
悪魔を象ったボタン。ハデスがデビルハデスにボタチェンするとより凶悪な姿に変化する。

### ゼウスのボタン
神の中の神の名を持つ聖なるボタン。ハデスボタンとは対を成す存在。光と影が戦いし時に現れるとされ、ゴンじろーにハデスボタンに対抗する力を与える。ハデスに対抗するにはこのゼウスボタンを3つ集めた後に、世界中の人々がオナチャーしなければならない。
ゼウスボタン
聖剣が刻まれた戦いの神のボタン。ゼウスゴンじろーにボタチェンすることができ、手に持った剣で悪い毛をそぎ落とす。
ゴッドゼウス
ゼウスボタン、ライズゼウスボタン、ヒートゼウスボタンが合体した超ゴッドボタン。巨大な剣であらゆる悪い毛を浄化し、また「良い毛」を生み出すこともできる。劇中ではゴンじろーが倒された際、マコトを中心に世界中の人々が液晶画面を使ってオナチャーしたことでマコトボタンがゴッドゼウスボタンに変化し、ゴッドゼウスゴンじろーとなった。
ライズゼウス
光の神のボタン。ボタチェンすると弓矢に変化する光の毛玉を操れる。また翼で高速で飛行することも可能。
ヒートゼウス
不死の神のボタン。ボタチェンすると剣で悪い毛をそぎ落とし、良い毛に再生することができる。

## 漫画
- ながとしやすなりにより『月刊コロコロコミック』（小学館）2018年10月号[4]から2020年4月号まで、『別冊コロコロコミック』2019年4月号から2020年4月号まで連載された。単行本は全3巻。
  1. 2019年5月15日発売、ISBN 978-4-09-143027-4
    - 初回限定版：2019年4月26日発売、ISBN 978-4-09-943044-3

  2. 2019年11月28日発売、ISBN 978-4-09-143086-1
  3. 2020年3月27日発売、ISBN 978-4-09-143170-7

## ゲーム
スマートフォン用ゲームアプリ『けだまのゴンじろー フィットエンドラン』が2019年4月20日よりサービス開始。開発担当はアルファドリーム、配信・運営はフォワードワークス。
2020年8月20日をもってサービスを終了。サービス終了に先立ち同年5月20日にオンライン終了後もプレイが可能なオフライン版が配信された。

## テレビアニメ
2019年4月6日から2020年3月28日までテレビ東京系列にて放送された。ナレーションは江川央生。

### スタッフ
- 原作 - ソニー・インタラクティブエンタテインメント、ソニー・ミュージックエンタテインメント、アニプレックス、小学館[2]
- シリーズディレクター - 森井ケンシロウ[2]→平川哲生
- シリーズ構成 - 市川十億衛門[2]
- キャラクター原案 - 大窪宏昌、中井俊彦[2]
- キャラクターデザイン - 加藤初重[2]
- 美術設定 - 藤井一志、宮本実生→田村せいき
- 美術監督 - 黛昌樹→田村せいき
- 色彩設計 - 長澤涼司→のぼりはるこ
- 撮影監修 - 二村文章
- 撮影監督 - 船倉一晃
- 編集 - 小口理菜
- 音楽 - 山本茂[2]
- 音響監督 - 濱野高年[2]
- 音楽制作 - ソニー・ミュージックエンタテインメント
- プロデューサー - 紅谷佳和、武田陽佑
- アニメーションプロデューサー - 大谷丞、内海洋、千野孝敏（途中から）
- アニメーション制作 - OLM、WIT STUDIO[2]、SIGNAL.MD（途中から）
- 製作 - テレビ東京、電通

### 主題歌
オープニングテーマ「レッツ！ゴンじろー」
CHAIの歌・編曲・楽曲・プロデュースによるオープニングテーマ。作詞はユウキ、作曲はマナとカナ。
エンディングテーマ「わさわさわさ！」
デーモン閣下の歌・作詞・楽曲プロデュースによるエンディングテーマ。作曲はデーモン閣下とpal@pop。

### 各話リスト
| 放送回          | サブタイトル                                                    | 脚本           | 絵コンテ              | 演出                    | 作画監督                                                                                 | 放送日 （TXN） |
| --------------- | --------------------------------------------------------------- | -------------- | --------------------- | ----------------------- | ---------------------------------------------------------------------------------------- | -------------- |
| 第1話 (#1-2)    | オイラはけだまのゴンじろー                                      | 市川十億衛門   | 森井ケンシロウ 星野真 | 森井ケンシロウ 小林浩輔 | 衣谷ソーシ 松崎嘉克                                                                      | 2019年 4月6日  |
| 第1話 (#1-2)    | フィットって毛もちいい〜！                                      | 市川十億衛門   | 森井ケンシロウ 星野真 | 森井ケンシロウ 小林浩輔 | 衣谷ソーシ 松崎嘉克                                                                      | 2019年 4月6日  |
| 第2話 (#3-4)    | へやのそうじはケケケの毛〜                                      | 永野たかひろ   | 桜庭愛子 片桐崇       | 洪佩妮                  | 田中正晃                                                                                 | 4月13日        |
| 第2話 (#3-4)    | オイラってつよいの毛？                                          | 永野たかひろ   | 桜庭愛子 片桐崇       | 洪佩妮                  | 田中正晃                                                                                 | 4月13日        |
| 第3話 (#5-6)    | オイラをみつけられるの毛？                                      | こじょうひろし | 森井ケンシロウ 及川啓 | 森井ケンシロウ 小林浩輔 | 衣谷ソーシ 大久保歩美                                                                    | 4月20日        |
| 第3話 (#5-6)    | せんせいってこわいの毛？                                        | こじょうひろし | 森井ケンシロウ 及川啓 | 森井ケンシロウ 小林浩輔 | 衣谷ソーシ 大久保歩美                                                                    | 4月20日        |
| 第4話 (#7-8)    | ボタンはたいせつなの毛？                                        | 市川十億衛門   | 長沼範裕              | 堀内直樹                | 劉雲留 山田真也                                                                          | 4月27日        |
| 第4話 (#7-8)    | はしれゴンじろー！                                              | 市川十億衛門   | 長沼範裕              | 堀内直樹                | 劉雲留 山田真也                                                                          | 4月27日        |
| 第5話 (#9-10)   | かぞくりょこうは毛んきゅうじたい                                | こじょうひろし | 星野真                | 星野真 本間修           | 張益 五十嵐俊介                                                                          | 5月4日         |
| 第5話 (#9-10)   | うちにかえるのも毛んきゅうじたい                                | こじょうひろし | 星野真                | 星野真 本間修           | 張益 五十嵐俊介                                                                          | 5月4日         |
| 第6話 (#11-12)  | たまごはやさしくはこぶの毛？                                    | 永野たかひろ   | 大槻敦史              | 興満録助                | 新宮祐介 田中正晃                                                                        | 5月11日        |
| 第6話 (#11-12)  | 3つぼしシェフはほっと毛ねー！                                   | 永野たかひろ   | 大槻敦史              | 興満録助                | 新宮祐介 田中正晃                                                                        | 5月11日        |
| 第7話 (#13-14)  | プーじろーとうじょう！                                          | 市川十億衛門   | 衣谷ソーシ 宗廣智行   | 森井ケンシロウ 本間修   | 衣谷ソーシ 川島明子                                                                      | 5月18日        |
| 第7話 (#13-14)  | プーじろーは毛にいらね〜！                                      | 市川十億衛門   | 衣谷ソーシ 宗廣智行   | 森井ケンシロウ 本間修   | 衣谷ソーシ 川島明子                                                                      | 5月18日        |
| 第8話 (#15-16)  | ホームランバッターになっちゃうの毛？                            | 永野たかひろ   | 駒屋健一郎 柘植孝     | 駒屋健一郎 松井郁洋     | 加藤初重 石原満                                                                          | 5月25日        |
| 第8話 (#15-16)  | けんちゃんは毛っこうやっかい                                    | 永野たかひろ   | 駒屋健一郎 柘植孝     | 駒屋健一郎 松井郁洋     | 加藤初重 石原満                                                                          | 5月25日        |
| 第9話 (#17-18)  | バーベキューぶぎょうふとっしー                                  | こじょうひろし | 宗廣智行 及川啓       | 小林浩輔                | 張益 松崎嘉克                                                                            | 6月1日         |
| 第9話 (#17-18)  | やきそばパンをたす毛だせ！                                      | こじょうひろし | 宗廣智行 及川啓       | 小林浩輔                | 張益 松崎嘉克                                                                            | 6月1日         |
| 第10話 (#19-20) | こだいのボタンとうじょう！                                      | 市川十億衛門   | 貞光紳也              | 貞光紳也                | こかいゆうじ 寺田浩之                                                                    | 6月8日         |
| 第10話 (#19-20) | さんかんびだいさくせん！                                        | 市川十億衛門   | 貞光紳也              | 貞光紳也                | こかいゆうじ 寺田浩之                                                                    | 6月8日         |
| 第11話 (#21-22) | すげーぞ毛リュウケン                                            | 永野たかひろ   | 衣谷ソーシ 五月女有作 | 森井ケンシロウ 本間修   | 衣谷ソーシ 五十嵐俊介                                                                    | 6月15日        |
| 第11話 (#21-22) | もうそうがぼうそう？                                            | 永野たかひろ   | 衣谷ソーシ 五月女有作 | 森井ケンシロウ 本間修   | 衣谷ソーシ 五十嵐俊介                                                                    | 6月15日        |
| 第12話 (#23-24) | しげちんかいぞうけいかく                                        | 市川十億衛門   | 桜庭愛子 片桐崇       | 片桐崇                  | 劉雲留 神谷美也子                                                                        | 6月22日        |
| 第12話 (#23-24) | ふたつめのこだいのボタン                                        | 市川十億衛門   | 桜庭愛子 片桐崇       | 片桐崇                  | 劉雲留 神谷美也子                                                                        | 6月22日        |
| 第13話 (#25-26) | こだいのボタンでみずあそび！                                    | こじょうひろし | 本間修 衣谷ソーシ     | 川島明子 衣谷ソーシ     | 大久保歩美                                                                               | 6月29日        |
| 第13話 (#25-26) | たっつんのひみつ                                                | こじょうひろし | 本間修 衣谷ソーシ     | 川島明子 衣谷ソーシ     | 大久保歩美                                                                               | 6月29日        |
| 第14話 (#27-28) | しょうぼうしはむてきなの毛？                                    | 池田亮         | 長沼範裕 福地明乃     | 黒田晃一郎              | 野村美織                                                                                 | 7月6日         |
| 第14話 (#27-28) | むかしむかしの毛毛たろう                                        | 池田亮         | 長沼範裕 福地明乃     | 黒田晃一郎              | 野村美織                                                                                 | 7月6日         |
| 第15話 (#29)    | でんせつのボタンあらわる                                        | 市川十億衛門   | 久保雄介              | 久保雄介                | 山田真也 山下恵 新宮祐介 李少雷                                                          | 7月13日        |
| 第16話 (#30-31) | こだいのボタンでヒーローチェンジ                                | こじょうひろし | 大槻敦史              | 小林浩輔                | 大久保歩美 張益                                                                          | 7月20日        |
| 第16話 (#30-31) | レッツゴーハワイ！                                              | こじょうひろし | 大槻敦史              | 小林浩輔                | 大久保歩美 張益                                                                          | 7月20日        |
| 第17話 (#32-33) | タイゾーかんちょうのヒミツ                                      | 永野たかひろ   | 駒屋健一郎 拓植孝     | 駒屋健一郎              | 糸島雅彦 荒木裕                                                                          | 7月27日        |
| 第17話 (#32-33) | 毛どろぼうにごようじん                                          | 永野たかひろ   | 駒屋健一郎 拓植孝     | 駒屋健一郎              | 糸島雅彦 荒木裕                                                                          | 7月27日        |
| 第18話 (#34-35) | こだいのボタンでくうちゅうさんぽ                                | 池田亮         | 衣谷ソーシ 中村憲由   | 森井ケンシロウ 本間修   | 鴉羽839 五十嵐俊介                                                                       | 8月3日         |
| 第18話 (#34-35) | やきそばパンを毛ットせよ！                                      | 池田亮         | 衣谷ソーシ 中村憲由   | 森井ケンシロウ 本間修   | 鴉羽839 五十嵐俊介                                                                       | 8月3日         |
| 第19話 (#36-37) | こだいのボタンでシビレるサマー                                  | 市川十億衛門   | 朱原デーナ 高橋謙仁   | 朱原デーナ              | 山田真也 下條祐未 升谷由紀 田中紀衣 若野哲也                                             | 8月10日        |
| 第19話 (#36-37) | みがくぜオトコをどろだんごじゅく                                | 市川十億衛門   | 朱原デーナ 高橋謙仁   | 朱原デーナ              | 山田真也 下條祐未 升谷由紀 田中紀衣 若野哲也                                             | 8月10日        |
| 第20話 (#38-39) | オオカミおとこをみつけだせ！                                    | 永野たかひろ   | 神谷純 小野ハナ       | 黒田晃一郎 小野ハナ     | 野村美織                                                                                 | 8月17日        |
| 第20話 (#38-39) | だっしゅつ！毛だらけワールド                                    | 永野たかひろ   | 神谷純 小野ハナ       | 黒田晃一郎 小野ハナ     | 野村美織                                                                                 | 8月17日        |
| 第21話 (#40-41) | たわしあごせんせいのこい!?                                      | 永野たかひろ   | 衣谷ソーシ 中村憲由   | 森井ケンシロウ 本間修   | 衣谷ソーシ 川島明子                                                                      | 8月24日        |
| 第21話 (#40-41) | プーじろーはじめてのぼうけん                                    | 永野たかひろ   | 衣谷ソーシ 中村憲由   | 森井ケンシロウ 本間修   | 衣谷ソーシ 川島明子                                                                      | 8月24日        |
| 第22話 (#42)    | パイレーツボタンのでんせつ                                      | 市川十億衛門   | 大槻敦史              | 栗井重紀                | 三木俊明 山下恵 富田恵美 李少雷                                                          | 8月31日        |
| 第23話 (#43-44) | さいしゅうかいにはさせないぞ                                    | こじょうひろし | 衣谷ソーシ 本間修     | 森井ケンシロウ 本間修   | 衣谷ソーシ 五十嵐俊介                                                                    | 9月7日         |
| 第23話 (#43-44) | こだいのボタンでつきへいこう！                                  | こじょうひろし | 衣谷ソーシ 本間修     | 森井ケンシロウ 本間修   | 衣谷ソーシ 五十嵐俊介                                                                    | 9月7日         |
| 第24話 (#45-46) | ニャーニャーニャニャーニャー                                    | 永野たかひろ   | 長沼範裕              | 黒田晃一郎 粂田佳之     | 野村三織 はしもとかつみ                                                                  | 9月14日        |
| 第24話 (#45-46) | まひるのドッジボールたいけつ！                                  | 永野たかひろ   | 長沼範裕              | 黒田晃一郎 粂田佳之     | 野村三織 はしもとかつみ                                                                  | 9月14日        |
| 第25話 (#47-48) | ピタリとあたる毛そううらない                                    | 市川十億衛門   | 宗廣智行              | 小林浩輔                | 張益 大久保歩美                                                                          | 9月21日        |
| 第25話 (#47-48) | たびだちのひ さらばゴンじろー                                   | 市川十億衛門   | 宗廣智行              | 小林浩輔                | 張益 大久保歩美                                                                          | 9月21日        |
| 第26話 (#49-50) | ボタンで必勝！運動会                                            | こじょうひろし | 平川哲生 神谷純       | 寺澤和晃 森田侑希       | 石井舞 伊藤優希                                                                          | 9月28日        |
| 第26話 (#49-50) | ほと毛さまゴンじろーでな〜も〜                                  | こじょうひろし | 平川哲生 神谷純       | 寺澤和晃 森田侑希       | 石井舞 伊藤優希                                                                          | 9月28日        |
| 第27話 (#51)    | 進化！グラディエーターボタン！                                  | 永野たかひろ   | 貞光紳也              | 貞光紳也                | こかいゆうじ 寺田浩之                                                                    | 10月5日        |
| 第28話 (#52-53) | なぞをと毛！たからさがしの秋                                    | 池田亮         | 大槻敦史              | 左藤洋二                | 田中正晃                                                                                 | 10月12日       |
| 第28話 (#52-53) | 天までま毛ま毛 チョ毛ソフト                                     | 池田亮         | 大槻敦史              | 左藤洋二                | 田中正晃                                                                                 | 10月12日       |
| 第29話 (#54-55) | 新たなる災い 毛タストロフィー！                                 | 市川十億衛門   | 柘植孝 駒屋健一郎     | 駒屋健一郎              | 竹谷今日子 糸島雅彦                                                                      | 10月19日       |
| 第29話 (#54-55) | 手にいれろ！ゴッドボタン・チャリオット                          | 市川十億衛門   | 柘植孝 駒屋健一郎     | 駒屋健一郎              | 竹谷今日子 糸島雅彦                                                                      | 10月19日       |
| 第30話 (#56-57) | シュシュッとマンガを取り返せ！しゅり毛んゴンじろーの巻！        | 今村美緒       | 長澤剛                | 長澤剛                  | はっとりますみ 岡田絵里香                                                                | 10月26日       |
| 第30話 (#56-57) | 恐怖！ハロウィン仮装コンテスト！                                | 今村美緒       | 長澤剛                | 長澤剛                  | はっとりますみ 岡田絵里香                                                                | 10月26日       |
| 第31話 (#58-59) | おば毛がいっぱい!?学校の七不思毛！                              | 寺澤和晃       | 寺澤和晃              | 寺澤和晃                | 石井舞 伊藤優希                                                                          | 11月2日        |
| 第31話 (#58-59) | 小っちゃくなるぞ！ギュウギュウボタン!!                          | 寺澤和晃       | 寺澤和晃              | 寺澤和晃                | 石井舞 伊藤優希                                                                          | 11月2日        |
| 第32話 (#60-61) | 華麗に救え！チ毛ンカレーゴンじろー！                            | 佐藤慎司       | 守秦佑                | 堀内直樹                | 升谷由紀 小川麻衣 山下恵 Lin YunLiu                                                      | 11月9日        |
| 第32話 (#60-61) | 頂上毛っ戦！マジックvsマジッ毛！                                | 佐藤慎司       | 守秦佑                | 堀内直樹                | 升谷由紀 小川麻衣 山下恵 Lin YunLiu                                                      | 11月9日        |
| 第33話 (#62-63) | たい毛つ！AIスピーカーvs毛Iスピーカー！                         | 永野たかひろ   | 大槻敦史              | 駒屋健一郎              | 山本月穂 糸島雅彦 加藤初重                                                               | 11月16日       |
| 第33話 (#62-63) | 毛マージェンシー再び！新たなるレジェンドボタン！                | 永野たかひろ   | 大槻敦史              | 駒屋健一郎              | 山本月穂 糸島雅彦 加藤初重                                                               | 11月16日       |
| 第34話 (#64-65) | 今日は何の日？勤労毛ん謝の日！                                  | 小鹿りえ       | 板庇迪                | 板庇迪                  | 山下恵 小川麻衣 新宮祐介                                                                 | 11月23日       |
| 第34話 (#64-65) | 何でも流すジョ〜！ベン毛ブラザーズゴンじろー！                  | 小鹿りえ       | 板庇迪                | 板庇迪                  | 山下恵 小川麻衣 新宮祐介                                                                 | 11月23日       |
| 第35話 (#66-67) | 毛タストロフィーの脅威！豪華客船を救い出せ！                    | 市川十億衛門   | 左藤洋二              | 左藤洋二                | 田中正晃 小澤円                                                                          | 11月30日       |
| 第35話 (#66-67) | ほえろ！ゴッドボタン・ライガーボルト!!                          | 市川十億衛門   | 左藤洋二              | 左藤洋二                | 田中正晃 小澤円                                                                          | 11月30日       |
| 第36話 (#68-69) | お熱でドキドキ!?マコトが風邪でほっと毛ねー！                    | こじょうひろし | 貞光紳也              | 貞光紳也                | こかいゆうじ 寺田浩之                                                                    | 12月7日        |
| 第36話 (#68-69) | スキー場からSOS!?まいてまいてマキマキボタン！                   | こじょうひろし | 貞光紳也              | 貞光紳也                | こかいゆうじ 寺田浩之                                                                    | 12月7日        |
| 第37話 (#70-71) | どっちがどっち!?俺がオイラでオイラが俺で！                      | 池田亮         | 柘植孝 駒屋健一郎     | 中原れい 貞光紳也       | 糸島雅彦 はしもとかつみ                                                                  | 12月14日       |
| 第37話 (#70-71) | 毛っ戦！k-スポーツ・毛あみのセーター選手権！                    | 池田亮         | 柘植孝 駒屋健一郎     | 中原れい 貞光紳也       | 糸島雅彦 はしもとかつみ                                                                  | 12月14日       |
| 第38話 (#72-73) | 今夜はメリークリス毛（モウ）ス                                  | 市川十億衛門   | 池田重隆              | 池田重隆                | 山田真也 山下恵 小川麻衣 スタジオマスケット 劉雲留                                       | 12月21日       |
| 第38話 (#72-73) | ライバルあらわる！我が名はハデス                                | 市川十億衛門   | 池田重隆              | 池田重隆                | 山田真也 山下恵 小川麻衣 スタジオマスケット 劉雲留                                       | 12月21日       |
| 第39話 (#74-75) | 対毛（たいけ）つ！白熱！雪合戦！                                | 寺澤和晃       | 寺澤和晃              | 寺澤和晃 森田侑希       | 伊藤優希 小澤円 劉雲留                                                                   | 12月29日       |
| 第39話 (#74-75) | ゆく毛玉（とし）くる毛玉（とし）大晦毛（おおみそけ）は大忙し！  | 寺澤和晃       | 寺澤和晃              | 寺澤和晃 森田侑希       | 伊藤優希 小澤円 劉雲留                                                                   | 12月29日       |
| 第40話 (#76-77) | いざダンジョンへ！さがしだせハデスボタン！                      | 永野たかひろ   | 大槻敦史              | 駒屋健一郎              | 木崎由香梨 岡田絵里香                                                                    | 2020年 1月11日 |
| 第40話 (#76-77) | 強敵！ケモジャドラゴンを倒せ！                                  | 永野たかひろ   | 大槻敦史              | 駒屋健一郎              | 木崎由香梨 岡田絵里香                                                                    | 2020年 1月11日 |
| 第41話 (#78-79) | ハデス潜入！前神家からボタンを奪え！                            | 今村美緒       | 貞光紳也              | 貞光紳也                | こかいゆうじ 寺田浩之                                                                    | 1月18日        |
| 第41話 (#78-79) | いヨォ〜 カブ毛モノ！                                           | 今村美緒       | 貞光紳也              | 貞光紳也                | こかいゆうじ 寺田浩之                                                                    | 1月18日        |
| 第42話 (#80-81) | ハデスボタンを手にいれろ！魔境の大ぼう毛（け）ん                | 市川十億衛門   | 柳沼和良 山城智恵     | 板庇迪                  | 林可爲 劉雲留 山本恭平 谷津美弥子                                                        | 1月25日        |
| 第42話 (#80-81) | 3つの試練!?謎解きバトルを勝ち抜毛（ぬけ）！                     | 市川十億衛門   | 柳沼和良 山城智恵     | 板庇迪                  | 林可爲 劉雲留 山本恭平 谷津美弥子                                                        | 1月25日        |
| 第43話 (#82-83) | チョコほしー！バレンタインでしょ〜毛（げ）ね〜                  | こじょうひろし | 池田重隆              | 池田重隆                | 山本勝也 萩原省智 Zearth Sato 麦冬映画 王悦春 孙鵬 White Line CHA MYEONG JUN KU JA CHEON | 2月1日         |
| 第43話 (#82-83) | バケザン先生現る！墨だら毛（け）の書道バトル！                  | こじょうひろし | 池田重隆              | 池田重隆                | 山本勝也 萩原省智 Zearth Sato 麦冬映画 王悦春 孙鵬 White Line CHA MYEONG JUN KU JA CHEON | 2月1日         |
| 第44話 (#84-85) | ハデス動く！恐怖のボタン狩り                                    | 永野たかひろ   | 左藤洋二              | 左藤洋二                | 田中正晃 小澤円 浪上悠里                                                                 | 2月8日         |
| 第44話 (#84-85) | 空飛ぶ神殿モウゲニア！ゼウスボタンの試練                        | 永野たかひろ   | 左藤洋二              | 左藤洋二                | 田中正晃 小澤円 浪上悠里                                                                 | 2月8日         |
| 第45話 (#86-87) | おじょおが毛（け）っこん!?ゼウスボタンと花嫁奪還大作戦          | 市川十億衛門   | 大槻敦史              | 中原れい                | 加藤初重 竹谷今日子 はっとりますみ                                                       | 2月15日        |
| 第45話 (#86-87) | 伝説のモー大陸！最後のハデスボタンあらわる！                    | 市川十億衛門   | 大槻敦史              | 中原れい                | 加藤初重 竹谷今日子 はっとりますみ                                                       | 2月15日        |
| 第46話 (#88-89) | 見つ毛（け）だせ！最後のゼウスボタン                            | 市川十億衛門   | 平川哲生              | 森田侑希                | 辻村幸輝 渚美帆 山中正博 YANG BYUNG GIL                                                  | 2月22日        |
| 第46話 (#88-89) | 最終毛（け）っせん ハルマ毛（ゲ）ドン！ゴンじろーVSハデス       | 市川十億衛門   | 平川哲生              | 森田侑希                | 辻村幸輝 渚美帆 山中正博 YANG BYUNG GIL                                                  | 2月22日        |
| 第47話 (#90-91) | 毛（もう）たいへん！ネコネコ大騒動！                            | 小鹿りえ       | 貞光紳也              | 貞光紳也                | こかいゆうじ 寺田浩之 アートベースバン 劉雲留                                            | 2月29日        |
| 第47話 (#90-91) | オイラはぬいぐるみ！毛(ケ)ディベアゴンじろー                    | 小鹿りえ       | 貞光紳也              | 貞光紳也                | こかいゆうじ 寺田浩之 アートベースバン 劉雲留                                            | 2月29日        |
| 第48話 (#92-93) | ワレワレハ宇宙人ダ！毛（ケ）イリアンとの遭遇                    | 佐藤慎司       | 寺澤和晃              | 寺澤和晃                | 伊藤優希 小川麻衣 スタジオマスケット                                                     | 3月7日         |
| 第48話 (#92-93) | 涙の別れ!?たわしあご先生 ありがとう                             | 佐藤慎司       | 寺澤和晃              | 寺澤和晃                | 伊藤優希 小川麻衣 スタジオマスケット                                                     | 3月7日         |
| 第49話 (#94-95) | 〜毛（ケ）ラビアンナイト〜毛（ケ）ウスの魔人ゴンじろー！        | 池田亮         | 大槻敦史              | 駒屋健一郎              | 山本月穂 岡田絵里香                                                                      | 3月14日        |
| 第49話 (#94-95) | あの娘（コ）にとど毛（け）！ホワイトデー大作戦！                | 池田亮         | 大槻敦史              | 駒屋健一郎              | 山本月穂 岡田絵里香                                                                      | 3月14日        |
| 第50話 (#96-97) | ボタンでタイムワ〜プゥ〜！浦島太郎をたす毛（け）るさ〜！        | こじょうひろし | 池田重隆              | 池田重隆                | 渚美帆 村田睦美                                                                          | 3月21日        |
| 第50話 (#96-97) | 屋台-１グランプリ開催！見せろ毛玉の底力！                       | こじょうひろし | 池田重隆              | 池田重隆                | 渚美帆 村田睦美                                                                          | 3月21日        |
| 第51話 (#98-99) | 毛元前（けげんぜん）3億年にタイムワープ！ハデスボタンを破壊せよ | 市川十億衛門   | 平川哲生              | 平川哲生 板庇迪         | 田中正晃 伊藤優希 辻村幸輝 小澤円 山中正博 YANG BYUNG GIL                                | 3月28日        |
| 第51話 (#98-99) | 未来につな毛（げ）！ レッツ・けだまとコミュニ毛（ケ）ーション！ | 市川十億衛門   | 平川哲生              | 平川哲生 板庇迪         | 田中正晃 伊藤優希 辻村幸輝 小澤円 山中正博 YANG BYUNG GIL                                | 3月28日        |

### 放送局
| 放送期間                     | 放送時間           | 放送局             | 対象地域       | 備考                         |
| ---------------------------- | ------------------ | ------------------ | -------------- | ---------------------------- |
| 2019年4月6日 - 2020年3月28日 | 土曜 10:00 - 10:30 | テレビ東京         | 関東広域圏     | 製作局                       |
|                              |                    | テレビ北海道       | 北海道         |                              |
|                              |                    | テレビ愛知         | 愛知県         |                              |
|                              |                    | テレビ大阪         | 大阪府         |                              |
|                              |                    | テレビせとうち     | 岡山県・香川県 |                              |
|                              |                    | TVQ九州放送        | 福岡県         |                              |
| 2019年5月5日 -               | 日曜 11:30 - 12:00 | キッズステーション | 日本全域       | CS放送                       |
| 2019年5月13日 -              | 月曜 19:00 - 19:30 | アニマックス       | 日本全域       | BS/CS放送 / リピート放送あり |

インターネットでは、テレビ東京系列放送終了後にあにてれで、YouTube内コロコロチャンネルにて2019年4月13日より、毎週土曜8時に更新中。これに先行して2018年11月30日にコミック版第1話のコミックアニメが配信された。
| テレビ東京系列 土曜10:00 - 10:30                                                 | テレビ東京系列 土曜10:00 - 10:30                                         | テレビ東京系列 土曜10:00 - 10:30                           |
| 前番組                                                                           | 番組名                                                                   | 次番組                                                     |
| -------------------------------------------------------------------------------- | ------------------------------------------------------------------------ | ---------------------------------------------------------- |
| 特捜警察ジャンポリス （2017年4月1日 - 2019年3月30日） 【ここのみバラエティ番組】 | けだまのゴンじろー （2019年4月6日 - 2020年3月28日） 【ここからアニメ枠】 | シャドウバース（再放送） （2020年4月11日 - 2021年3月27日） |